# 会典
会典（かいてん、満洲語：uheri kooli bithe）は政治書の一種で、法令や典章を記録したもの。
会典の語は明代から見うけられ「典章会要」を意味する。会典の多くは当該王朝の官撰による。同じく政治書である会要との最大の違いは「職官」の項目があることで、中央と地方の制度の沿革を記録している。現存している会典に『唐六典』『元典章』『明会典』『大清会典（daicin gurun i uheri kooli bithe）』がある。
最初の会典は『唐六典』であり、玄宗の開元10年（722年）から編纂された。『周礼』の分類に従って、理典・教典・礼典・政典・刑典・事典の六部からなり、開元26年（738年）に30巻が成立した。明の弘治10年（1497年）に『唐六典』にならって『明会典』が制定が命じられ、正徳6年（1511年）に180巻が完成した。その後、万暦年間に改訂増補が行われて290巻とされた（増補前のものを『正徳会典』、増補版を『万暦会典』とも称する）。康熙23年（1684年）に『明会典』にならって『大清会典』162巻が編纂された。これは『康熙会典』とも呼ばれ、後に雍正・乾隆・嘉慶・光緒年間に4度にわたって修訂された。